# Risingevisan
Risingevisan är en östgötsk folkvisa skriven av Anders Ölin. Det första tryckta exemplaret är från 1806.
Melodin är allmänt mer känd med orden Ack Värmeland du sköna i Värmlandsvisan, skriven av Anders Fryxell 1822 och bearbetad av Fredrik August Dahlgren 1846. Melodin har sitt ursprung i Nederländerna och den nederländska visan "O, Nederland! Let op u saeck" från 1500-talet. Den nederländska visan kan ha nått Sverige med invandrade valloner eller holländare. Melodin kan sedan ha sjungits av smederna i Finspång och spridits därifrån.

## Text
Ack, Östra Götaland och Finnespånga län.

Ja, du är en krona för andra!

Ty Inom dina gränser bo redlige män.

Hvem vågar sig mot dem att klandra?

I Risinge socken med frihet och dygd.

Ja du är min hemort och färdernebygd,

Der jag hit till verlden är födder.